# Cantó de Bacqueville-en-Caux
El cantó de Bacqueville-en-Caux és un cantó francès del departament del Sena Marítim, situat al districte de Dieppe. Té 25 municipis i el cap és Bacqueville-en-Caux.

## Municipis
- Auppegard
- Auzouville-sur-Saâne
- Avremesnil
- Bacqueville-en-Caux
- Biville-la-Rivière
- Brachy
- Gonnetot
- Greuville
- Gruchet-Saint-Siméon
- Gueures
- Hermanville
- Lamberville
- Lammerville
- Lestanville
- Luneray
- Omonville
- Rainfreville
- Royville
- Saâne-Saint-Just
- Saint-Mards
- Saint-Ouen-le-Mauger
- Sassetot-le-Malgardé
- Thil-Manneville
- Tocqueville-en-Caux
- Vénestanville

## Història
| Data d'elecció                           | Identitat       | Partit        | Qualitat |
| ---------------------------------------- | --------------- | ------------- | -------- |
| 1945-19..                                | M. Desmarais    | Divers droite |          |
| 19..-1973                                | M. Grésil       | MRG           |          |
| 1973-1979                                | Jean Poulain    | UDF-MSDF      |          |
| 1979-1985                                | Jean-Yves Merle | PS            |          |
| 1985-2004                                | Daniel Renault  | RPR           |          |
| 2004-                                    | Martial Hauguel | Divers droite |          |
| les dades anteriors no són pas conegudes |                 |               |          |
|                                          |                 |               |          |

## Demografia
| A partir de 1990: Població sense dobles comptes |